# چالمک
چالمک (به لاتین: Chełmek) یک شهر و گمینا در لهستان است که در گمینا خومک واقع شده‌است. چالمک ۸٫۳۱ کیلومتر مربع مساحت و ۹٬۰۶۵ نفر جمعیت دارد.

## خواهرخوانده
شهر Leinefelde خواهرخواندهٔ چالمک هست.